# Fata morgana (luchtspiegeling)

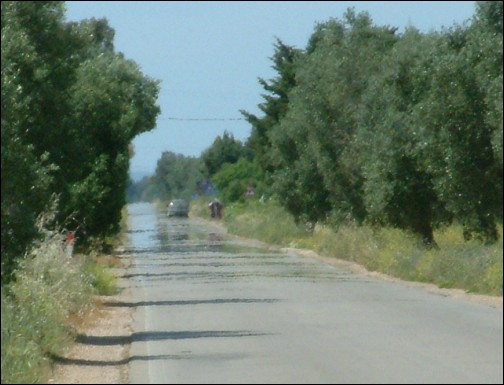
De overgang naar het warme luchtlaagje boven het asfalt werkt bij scherende straling als een spiegel

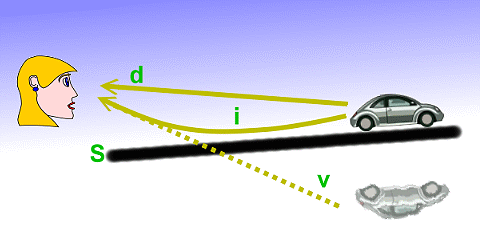
Het idee achter een luchtspiegeling naar boven

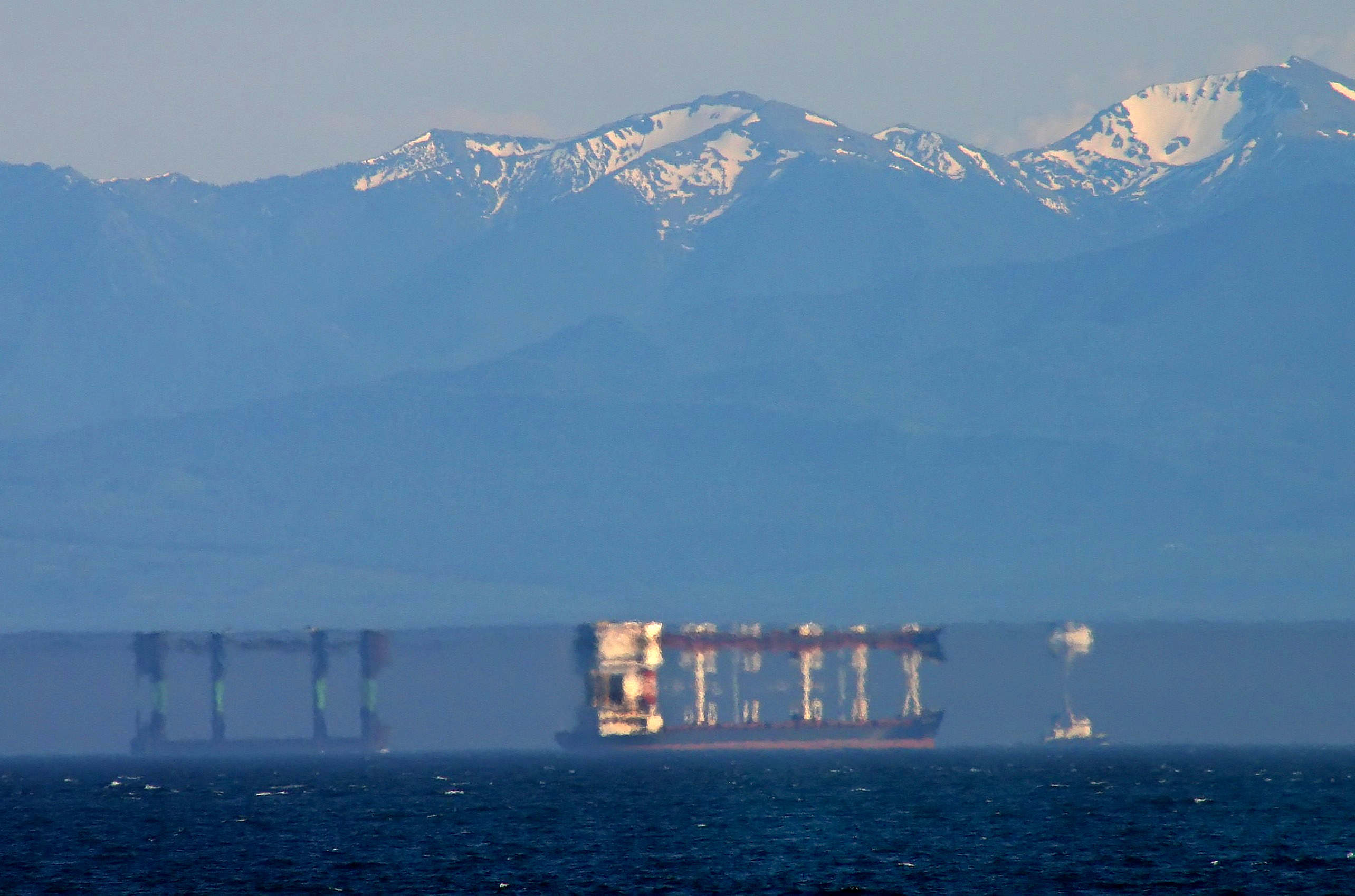
Een luchtspiegeling naar beneden

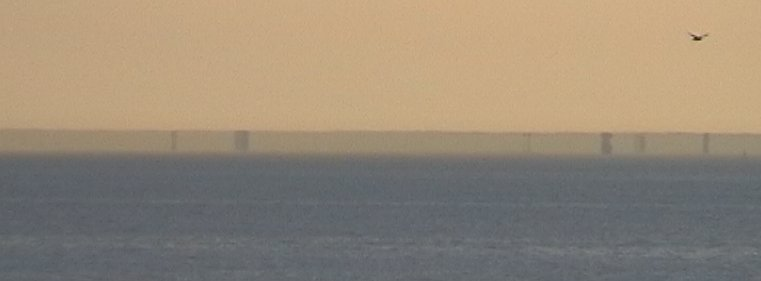
Een fata morgana aan de Belgische kust, waarschijnlijk verticaal uitgetrokken beeld van schepen achter de horizon. De video geeft een betere indruk.

Een fata morgana (herkomst woord: Italiaans: "La fata Morgana") of luchtspiegeling is een optisch fenomeen dat het resultaat is van temperatuurinversie, een verschijnsel waarbij er grote temperatuurverschillen bestaan tussen verschillende luchtlagen. Lucht is een zeer slechte warmtegeleider, er treedt nauwelijks vermenging op zolang er geen noemenswaardige wind staat. Het (horizontale) scheidingsvlak tussen deze luchtlagen met verschillende temperatuur en daardoor ook met een verschillende brekingsindex voor licht, kan zich zo onder specifieke omstandigheden als spiegel gaan gedragen. Ook kan de luchtlaag met de laagste temperatuur zich zo als lens gaan gedragen. Verschillen in luchtvochtigheid kunnen het effect nog versterken en warme lucht kan meer waterdamp bevatten dan koude.

## Verschijnselen
Een veelvoorkomend voorbeeld is zichtbaar op een warme dag met weinig of geen wind, als het asfalt van de wegen door de zon is verwarmd en er zodoende een laag warme lucht boven het asfalt ontstaat. Het grensvlak met de koudere lucht daar weer boven werkt als spiegel voor licht dat er onder een invalshoek van nagenoeg 90° op valt (vrijwel evenwijdig aan het oppervlak). Dit is een luchtspiegeling "naar boven", de hete luchtlaag reflecteert het licht van de heldere lucht naar boven, waardoor het lijkt of er water op de weg ligt. Rijdt daar een auto, dan ziet men het spiegelbeeld van de auto boven het wegdek ervóór. Soms is goed te zien dat de autobanden 'door de spiegel heen' rijden. Door kleine turbulenties kunnen er rimpelingen in het oppervlak ontstaan, die het spiegelbeeld enigszins verstoren. Vanuit een hoger standpunt (bijvoorbeeld door er dichterbij te komen), waardoor de hoek met het luchtoppervlak kleiner wordt, verdwijnt het effect. De gedeeltelijke reflectie op het scheidingsvlak is nu veel te gering om in de heldere omgeving nog op te vallen. De lucht is dan weer onzichtbaar geworden. Overigens komt dit verschijnsel ook voor op koude heldere dagen, als de zon het asfalt heeft kunnen opwarmen.
Als zich aan het aardoppervlak koude lucht ophoudt met een grotere optische dichtheid dan de warme lucht daarboven, dan ontstaat een luchtspiegeling "naar beneden". Het grensvlak bevindt zich dan op enige hoogte en de onderzijde weerkaatst het licht dat er op valt. Hierdoor kunnen eilanden zichtbaar worden die zich in werkelijkheid achter de horizon bevinden. Dergelijke luchtspiegelingen komen ook vaak voor in woestijnen. Men ziet dan vaak oases die in werkelijkheid veel verder achter de horizon liggen. De meest realistische fata morgana's worden veroorzaakt door beide effecten samen, de contouren van het landschap kunnen tussen twee spiegelende luchtgrensvlakken soms tientallen kilometers verder zichtbaar zijn. Dit effect is vergelijkbaar met de voortplanting van licht in glasvezel.
Zijn de hogere luchtlagen warmer, dan kan de koude lucht eronder ook als een lens gaan fungeren waardoor het licht door refractie wordt afgebogen, wat resulteert in geïnverteerde, vervormde en verstoorde afbeeldingen.

## Etymologie
Een fata morgana is genoemd naar Morgan le Fay ('Fata Morgana' in het Italiaans), een fee/heks uit de legendes van Koning Arthur, later de hogepriesteres van Avalon. Zij zou de luchtspiegelingen veroorzaken in de Straat van Messina, zichtbaar vanaf de Siciliaanse kust.

## Theorie

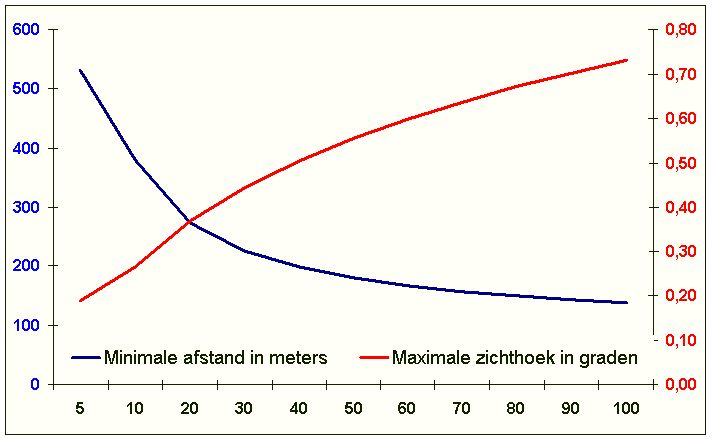
Grenswaarden voor luchtspiegeling aan het grensvlak tussen twee luchtlagen. De temperatuur van de ene is 0°C, die van de andere is op de x-as uitgezet.

Refractie van licht verdwijnt voorbij de grenshoek; er treedt totale reflectie op. De onderste luchtlaag heeft hier de kleinste dichtheid en brekingsindex.

Als licht onder een hoek op een scheidingsvlak van twee optisch verschillende materialen valt, zal een deel van het licht op het oppervlak weerkaatsen, waarbij de verhoudingen worden gegeven door de fresnelvergelijkingen. Is de invalshoek (de hoek tussen de normaal en de invallende lichtstraal) kleiner dan de grenshoek, dan gaat een deel van het licht door het vlak heen. Hierbij treedt breking op, de hoek van inval θi is niet gelijk aan de hoek van uittreding θu. Deze laatste kan nooit groter zijn dan 90° en daarom is er ook een maximum invalshoek, de grenshoek g:
{\displaystyle \sin(g)={\frac {n_{u}}{n_{i}}}},
waarin ni en nu de respectievelijke brekingsindices zijn. Is de invalshoek groter dan {\displaystyle g} treedt er totale reflectie op. De brekingsindex {\displaystyle n_{t,p}} van lucht met temperatuur {\displaystyle t} (°C) en druk {\displaystyle p} (Pa) is:
{\displaystyle n_{t,p}=1+(n_{s}-1)\cdot {\frac {p\cdot \left(1+p\cdot (60{,}1-0{,}972\cdot t)\cdot 10^{-10}\right)}{96095{,}43\cdot (1+0{,}003661\cdot t)}}},
waarin {\displaystyle n_{s}} de brekingsindex van lucht van 15 °C en 1013,25 Pa met 0,045% CO2.
Bij luchtlagen met verschillende temperaturen verschilt de brekingsindex zeer weinig, {\displaystyle \sin(g)} is zodoende vrijwel gelijk aan 1 en {\displaystyle g} vrijwel gelijk aan 90°. In de grafiek is te zien dat de maximale zichthoek toeneemt met oplopend verschil in temperatuur, waar de minimale afstand afneemt. Als voorbeeld: een grensvlak tussen luchtlagen van 20 °C en 40 °C geeft een grenshoek van 89,7° (zichthoek 0,3°) en tussen 20 °C en 80 °C een grenshoek van 89,4° (zichthoek 0,6°). Daarmee is de voorwaarde voor het zien van een luchtspiegeling duidelijk: de zichthoek ten opzichte van het grensvlak moet kleiner dan 1° zijn. Voor een persoon met ooghoogte 1,75 m moet de afstand tot het oppervlak dan groter zijn dan 100 m. Verder moet de lucht boven het gespiegelde landschap helder zijn om voldoende licht te kunnen laten weerkaatsen. Soms kan door te hurken de spiegeling wel worden waargenomen, maar bij rechtop staan niet. De term luchtspiegeling geeft dus precies weer wat het verschijnsel feitelijk is.

## Gebruik in strips, films en parken
Een herkenbaar gebruik van een fata morgana is zoals deze in strips of films wordt afgebeeld, namelijk als een oase in de woestijn waar een overvloed aan eten, schaduw en drinken zou zijn. Er is ook een attractie in de Efteling genaamd Fata Morgana. Hier speelt ook het gelijknamige Suske en Wiske-album zich af dat bij de opening in 1986 werd uitgegeven.

## Figuurlijk gebruik
Spreekwoordelijk kan deze term ook gebruikt worden als een lichtpuntje in de duisternis, een illusie of in religieuze betekenis een (toekomstige) paradijselijke omgeving na alle aardse en zondige invloeden.